# Eishockey-Eredivisie (Niederlande) 1949/50
Die Saison 1949/50 war die vierte Spielzeit der Eredivisie, der höchsten niederländischen Eishockeyspielklasse. Meister wurden zum ersten Mal in der Vereinsgeschichte der A.IJ.H.C. Amsterdam.

## Modus
In der Hauptrunde absolvierte jede der vier Mannschaften insgesamt sechs Spiele. Der Erstplatzierte der Hauptrunde wurde Meister. Für einen Sieg erhielt jede Mannschaft zwei Punkte, bei einem Unentschieden gab es einen Punkt und bei einer Niederlage null Punkte.

## Hauptrunde

### Tabelle
|    | Klub                | Sp | S | U | N | T  | GT | Punkte |
| -- | ------------------- | -- | - | - | - | -- | -- | ------ |
| 1. | A.IJ.H.C. Amsterdam | 4  | 3 | 0 | 1 | 34 | 14 | 6      |
| 2. | H.H.IJ.C. Den Haag  | 4  | 2 | 1 | 1 | 15 | 16 | 5      |
| 3. | T.IJ.S.C. Tilburg   | 4  | 0 | 1 | 3 | 9  | 28 | 1      |

Sp = Spiele, S = Siege, U = Unentschieden, N = Niederlagen